# Coppa dell'Imperatore 1993
La Coppa dell'Imperatore 1993 è stata la settantatreesima edizione della coppa nazionale giapponese di calcio.

## Formato
Rimangono invariati formato e criteri di ammissione al torneo: assieme alle dieci squadre che partecipano alla J. League, partecipano 22 compagini selezionate tra i campionati regionali e universitari.

## Squadre partecipanti
J. League
- Gamba Osaka
- JEF United
- Nagoya Grampus
- Kashima Antlers
- Sanfrecce Hiroshima
- Shimizu S-Pulse
- Urawa Reds
- Verdy Kawasaki
- Yokohama Flügels
- Yokohama Marinos

Squadre regionali
- Chūō Daigaku (Kantō)
- Cosmo Oil (Tokai)
- Doshisha University (Kansai)
- Fujita (Kantō)
- Fukuoka Daigaku (Tokai)
- Hokkaido EPC (Hokkaidō)
- Hokuriku El. Power (Hokuriku)
- Júbilo Iwata (Tokai)
- Kashiwa Reysol (Kantō)
- Kawasaki Steel (Chūgoku)
- Kochi University (Shikoku)
- NIFS Kanoya (Kyūshū)
- NKK (Kantō)
- Osaka Shodai (Kansai)
- Otsuka Pharma (Shikoku)
- Sanyo Sumoto (Kansai)
- Sapporo University (Hokkaidō)
- Seino (Tokai)
- Tanabe Pharma (Kansai)
- Tohoku El. Power (Tohoku)
- Toshiba (Kantō)
- Waseda Daigaku (Kantō)

## Date
| Turno            | Data             |                 |
| ---------------- | ---------------- | --------------- |
| Primo turno      | 5 dicembre 1993  |                 |
| Secondo turno    | 11 dicembre 1993 |                 |
| Quarti di finale | 19 dicembre 1993 |                 |
| Semifinali       | 23 dicembre 1993 |                 |
| Finale           | 1º gennaio 1994  | 1º gennaio 1994 |

## Risultati

### Primo turno
| Squadra 1           | Risultato                     | Squadra 2           |
| ------------------- | ----------------------------- | ------------------- |
| Kashima Antlers     | 1 - 1 (d.t.s.) 3 - 2 (d.c.r.) | NKK                 |
| Tohoku El. Power    | 3 - 2 (d.t.s.)                | Sanyo Sumoto        |
| Nagoya Grampus      | 2 - 1 (d.t.s.)                | Júbilo Iwata        |
| Kochi University    | 0 - 5                         | Gamba Osaka         |
| JEF United          | 3 - 0                         | Osaka Shodai        |
| Toshiba             | 2 - 1                         | Fukuoka Daigaku     |
| Seino               | 1 - 2                         | Chūō Daigaku        |
| Sapporo University  | 0 - 5                         | Shimizu S-Pulse     |
| Yokohama Marinos    | 3 - 1                         | Kashiwa Reysol      |
| Doshisha University | 2 - 4                         | Kawasaki Steel      |
| Waseda Daigaku      | 3 - 0                         | Hokuriku El. Power  |
| NIFS Kanoya         | 1 - 2                         | Sanfrecce Hiroshima |
| Yokohama Flügels    | 4 - 1                         | Tanabe Pharma       |
| Otsuka Pharma       | 0 - 3                         | Urawa Reds          |
| Cosmo Oil           | 1 - 0                         | Fujita              |
| Hokkaido EPC        | 0 - 5                         | Verdy Kawasaki      |

### Secondo turno
| Squadra 1           | Risultato      | Squadra 2       |
| ------------------- | -------------- | --------------- |
| Tohoku El. Power    | 1 - 6          | Kashima Antlers |
| Gamba Osaka         | 2 - 3          | Nagoya Grampus  |
| JEF United          | 2 - 0          | Toshiba         |
| Shimizu S-Pulse     | 1 - 0          | Chūō Daigaku    |
| Yokohama Marinos    | 2 - 1          | Kawasaki Steel  |
| Sanfrecce Hiroshima | 2 - 0          | Waseda Daigaku  |
| Yokohama Flügels    | 4 - 3 (d.t.s.) | Urawa Reds      |
| Cosmo Oil           | 0 - 2          | Verdy Kawasaki  |

### Quarti di finale
| Squadra 1        | Risultato      | Squadra 2           |
| ---------------- | -------------- | ------------------- |
| Kashima Antlers  | 5 - 3 (d.t.s.) | Nagoya Grampus      |
| JEF United       | 1 - 2 (d.t.s.) | Shimizu S-Pulse     |
| Yokohama Marinos | 1 - 3          | Sanfrecce Hiroshima |
| Yokohama Flügels | 2 - 1          | Verdy Kawasaki      |

### Semifinali
| Squadra 1        | Risultato | Squadra 2           |
| ---------------- | --------- | ------------------- |
| Kashima Antlers  | 1 - 0     | Shimizu S-Pulse     |
| Yokohama Flügels | 2 - 1     | Sanfrecce Hiroshima |

### Finale
| Arbitro: | Okada |

|                                                                          |           |                       |
| Edu 44’ Edu 63’ Watanabe 112’ Amarilla 115’ Amarilla 118’ Sorimachi 119’ | Marcatori | 6’ Kurosaki 89’ Okuno |